# Incydent (gra komputerowa)
Incydent – polska gra przygodowa wydana w 1993 roku przez firmę ASF s.c. na Atari. Zadaniem bohatera jest dezaktywacja reaktora nuklearnego znajdującego się na pokładzie okrętu podwodnego, który zacumował w pobliżu duńskiego wybrzeża. Gra miała stanowić połączenie przygodówki i zręcznościówki, lecz ostatecznie zrezygnowano z tego ostatniego elementu.
Rezygnacja z elementów zręcznościowych była w owych czasach mało spotykana w grach na komputery ośmiobitowe, ale decyzja twórcy była świadoma, gdyż elementy przygodowe były względnie wymagające i techniczne. Ścieżkę dźwiękową do gry stanowił utwór „Tańcz głupia tańcz” zespołu Lady Pank.